# Suisei
Suisei (jap. すいせい) – japońska sonda kosmiczna, wystrzelona w 1985 jako część tzw. armady Halleya. 8 marca 1986 wykonała przelot obok komety Halleya w odległości 151 000 km. Konstrukcyjnie zbliżona do sondy Sakigake, sonda Suisei podczas misji wykonywała zdjęcia ultrafioletowe za pomocą wbudowanej kamery. W 1987 instytut ISAS postanowił skierować sondę w kierunku komety 21P/Giacobini-Zinner, największe zbliżenie do niej zaplanowano na 24 listopada 1998. Jednak 22 lutego 1991 zabrakło paliwa (hydrazyny) do dalszych korekt trajektorii sondy i spotkanie nie doszło do skutku, podobnie jak planowany przelot w odległości kilku milionów kilometrów od komety 55P/Tempel-Tuttle.
Łączność z sondą utrzymywano do roku 1992, kiedy to minęła Ziemię w odległości 60 000 km.